# El nem kötelezett világok ligája

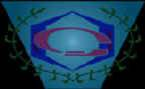

Az El Nem Kötelezett Világok Ligája egy fiktív szövetség a Babylon 5 tévésorozatban.
Ez egy kb. harminc, kevésbé fejlett fajt tartalmazó testület. A Dilgarok ellen alakult, és jó viszonyban van a nagyhatalmak többségével, bár a Drazi és Pak-ma-ra fajnak volt egy háborúja a Centauriakkal 2259-60 között, 2262-ben pedig minden ligatag háborúba lépett, akkor már a Csillagközi Szövetség keretében.
A Babylon 5 tanácsában a liga szavazatai egy szavazatot érnek, vagyis a sok ligatag egy nagyhatalomnak felel meg. Emiatt nem tudták elérni a dilgar háborús bűnös Jha'dur kiadatását, mivel azt a nagyhatalmak leszavazták.

## Technológia
Néhány kivételtől eltekintve a technológiájuk nem túl fejlett. Legtöbbjüknek nincsen komoly hadiflottája vagy kolóniája, a többiektől, elsősorban a draziktól veszik hajóikat. Vannak azonban, akik fejlettsége a nagyhatalmakéval megegyező vagy azt megközelítő. Néhány más naprendszereket is kolonizáltak vagy a saját rendszerükbe telepítettek állomásokat.

## Flotta
Csak kevesüknek vannak saját építésű hajói. Ezek az alábbiak:
- Drazik: Sun hawk könnyűcirkáló és Sky serpent vadász,
- Brakirik: Avioki közepes cirkáló, fegyveres szállítónk is használják,
- Vreek: Xill és xorr típusú "csészealjak"

## Történetük a sorozatban
2260-ban az árnyak megtámadták területeiket, elsősorban a Drazi és a Brakiri űrt.  Ez utóbbinál a vorlonok is beavatkoztak, és az itteni győzelem után léptek be a liga világai a Fény Seregébe. A minbarik után ők viselték a háború legnagyobb súlyát, minden nagy csatában több száz hajójukat küldték, és meglepően jól helytálltak az évmilliókkal fejlettebb technológiákkal szemben, igaz, a veszteségeik is nekik voltak a legnagyobbak. Hűek maradtak a Babylon 5-höz a Föld elleni háborúban is, mindannyian küldtek haderőt Sheridan flottájába, ha nem is annyit, amennyit az árnyak ellen.
A háború után mind beléptek a Csillagközi Szövetségbe. Részt vettek a centauriak elleni háborúban és a Földet ért drakh támadás kivédésénél is voltak hajóik.

## Nagyobb tagjai
- Abbai Matriarchátus,
- Brakiri Krona,
- Drazi Tartomány,
- Gaim Intelligencia,
- Grome Marga Chulda,
- Hurr (Androma köztársaság),
- Hyach Vének nagytanácsa,
- Pak’ma’ra,
- Vree Ventuki Konglomerátum,
- Yolu Ingyo,